# Kpojito
Kpojito var en kunglig titel i det historiska kungariket Dahomey i nuvarande Benin i Västafrika.  
Titeln är känd från början av 1700-talet. Innehavaren var änka efter den regerande kungens far, och fungerade som hans ceremoniella "gemål" 
("drottningmoder") och medregent; ibland hade hon även haft denna ställning hos hans företrädare. Hon var inte nödvändigt kungens biologiska mor. Hon var ofta av icke-kungligt ursprung, och kunde även ha en bakgrund som slav. 
En kpojito fungerade ofta som beskyddare och kungamakare till lokala furstar. Hon hade religiös auktoritet som prästinna åt Voodoogudarna, och hade fullmakt att avgöra religiösa dispyter. 
Den mest berömda kpojito var Hwanjile, som regerade tillsammans med kung Tegbesu i mitten av 1700-talet. 